# Litauische Weltraumorganisation
Die Litauische Weltraumorganisation, litauisch Lietuvos kosmoso asociacija (LKA), ist eine Weltraumorganisation mit Sitz in Vilnius. Sie hat zusammen mit Partnern die ersten zwei litauischen Satelliten entwickelt.

## Geschichte
2007 unterzeichneten mehrere litauische Institutionen und Firmen eine Kooperationsvereinbarung, um die Nationale Technologieplattform für Weltraumtechnologie zu gründen. Nach einem Jahr beauftragte die litauische Regierung das Bildungs- und Wissenschaftsministerium der Republik Litauen, Kooperationsverhandlungen mit der Europäischen Weltraumorganisation (ESA) zu beginnen.
2009 wurde die Litauische Weltraumorganisation offiziell gegründet. Seit Oktober 2014 hat Litauen den Mitgliedsstatus Europäischer Kooperationsstaat (ECS) bei der ESA.
2014 startete die LKA die ersten zwei litauischen Cubesat-Satelliten LitSat-1 und LituanicaSAT-1 über das NanoRacks SmallSat Deployment Program. Sie wurden am 28. Februar 2014 von der Internationalen Raumstation ISS ausgesetzt, nachdem sie am 9. Januar mit dem Cygnus-Raumtransporter von der Wallops Flight Facility gestartet waren.